# Панов, Василий Ефимович
Васи́лий Ефи́мович Пано́в (13 октября 1923 — 9 июня 1990) — полковник Советской Армии, участник Великой Отечественной войны, Герой Советского Союза (1945).

## Биография
Василий Панов родился 13 октября 1923 года в деревне Красная Слобода (ныне — Воловский район Тульской области). После окончания семи классов школы работал в колхозе в Калужской области, позднее учился в текстильном техникуме. В августе 1941 года Панов был призван на службу в Рабоче-крестьянскую Красную Армию. С марта 1942 года — на фронтах Великой Отечественной войны. В 1943 году он окончил Сталинградское танковое училище.
К маю 1945 года лейтенант Василий Панов командовал взводом 91-й танковой бригады 9-го механизированного корпуса 3-й гвардейской танковой армии 1-го Украинского фронта. Отличился во время Берлинской операции. Взвод Панова принимал активное участие в штурме станций Шенеберг и Шарлотенбург. 2 мая 1945 года его взвод одним из первых среди соединений 1-го Украинского фронта соединился с частями 1-го Белорусского фронта.
Указом Президиума Верховного Совета СССР от 27 июня 1945 года лейтенант Василий Панов был удостоен высокого звания Героя Советского Союза с вручением ордена Ленина и медали «Золотая Звезда».
После окончания войны Панов продолжил службу в Советской Армии. В 1958 году он окончил Военную академию бронетанковых войск. В августе 1966 года в звании полковника Панов был уволен в запас. Проживал и работал в Москве.
Умер 9 июня 1990 года. Похоронен на Николо-Архангельском кладбище.

## Награды
Почётный гражданин Праги. Был также награждён орденами Красного Знамени, Отечественной войны 1-й степени, Красной Звезды и рядом медалей.